# 尖嵴蚌属
尖嵴蚌属（學名：Acuticosta）是蚌科珠蚌亞科之下的一個淡水動物屬。

## 分類
WoRMS只有本屬三個物種的紀錄，但其實本屬物種不止這個數。以下詳列本屬的多個物種：
- 中国尖嵴蚌 Acuticosta chinensis I. Lea, 1868[1][3][2]
- Acuticosta jianghanensis He & Zhuang, 2013[2]
- 卵形尖嵴蚌 Acuticosta ovata (Simpson, 1900[4][5][6]。
- Acuticosta retiaria Heude, 1883
- 四川尖嵴蚌 Acuticosta sichuanica Zeng & Liu, 1989[2]
- Acuticosta trisulcata Heude, 1883

## 外部連結
- 維基物種上的相關：尖嵴蚌属